# ルシール (曲)
「ルシール」(Lucille)は、リトル・リチャードがオリジナルを録音した、1957年のロックンロールの楽曲。ロックのスタンダード曲となり、数多くのアーティストたちによってカバーされている。作者はアルバート・コリンズ(Albert Collins)とリトル・リチャードだが、このアルバート・コリンズは、同名のブルース・ギタリストとは別人である。スペシャルティが最初にプレスした78回転盤では、コリンズの名だけが作者としてクレジットされていた。リチャードは、コリンズがルイジアナ州立刑務所（通称「アンゴラ」）で服役していたときに、この曲の権利の半分を買い取った。
この曲は、デイヴ・マーシュが選んだ「史上最も偉大なシングル1001 (The 1001 Greatest Singles Ever Made)」において第670位とされた。
日本語では、「ルシア」、「ルシヤ」、「ルシル」などの表記で言及されることがある。

## リトル・リチャードのオリジナル
1957年2月にスペシャルティ・レコードから発売されたシングルは、『ビルボード』誌のR&Bチャートの首位、ポップ・チャートの第21位に達し、全英シングルチャートでも第10位まで上昇した。
この曲には、ヘビーなベースライン、ややスローなテンポ、バンド全体が奏でる強烈なロック・ビート、ブルースに似たヴァース‐コーラス形式など、1960年代のロック音楽のリズム感を予感させる要素がいろいろ盛り込まれている。場面を区切るところでは、ストップ・タイムのブレイクが用いられてハーモニーは変化せず、また、ほとんどの楽器が低い音域を用いているため、全体的にややダークなサウンドとなっている。

## おもなカバー
ロックのスタンダード曲となっているこの曲は、スタジオ録音でもライブ録音でも、数多くアーティストたちによってカバーが制作されており、おもな例だけでも、AC/DC、ステイタス・クォー、ウイングス、ビートルズ、シャ・ナ・ナ、マッド,  ホリーズ、アニマルズ、ポール・マッカートニー、ヴァン・ヘイレン、ウェイロン・ジェニングス、ジョニー・ウィンター、フライング・ブリトー・ブラザーズ、ピーター&ゴードン、クイーン、ディープ・パープル、イアン・ギラン・バンド、エヴァリー・ブラザース、ビル・ヘイリー& ビル・ヘイリー&ヒズ・コメッツ、オーティス・レディング、 ソニックス、ザ・フーのジョン・エントウィッスル、デトロイトのロケッツなどがある。ステイタス・クォーは、メドレー作品「The Anniversary Waltz」のパート1にも、この曲を組み込んでいる。ジョン・レノンとポール・マッカートニーは、1974年のジャム・セッションで、この曲を一緒に歌い、その様子は海賊盤『ア・トゥート・アンド・ア・スノア・イン・'74』で聴くことができるが、これはビートルズの解散後、かつて一緒に楽曲づくりをしたふたりが一緒に演奏したことを記録した、存在が知られている唯一の音源である。

## ビートルズによるカバー
ビートルズは、ラジオ放送のための収録として行なわれたBBCにおけるライブでこの曲を2回取り上げており、1963年9月3日に録音、9月17日に放送された、『Pop Go The Beatles』第14回のものと、1963年9月7日に録音、10月5日に放送された、『Saturday Club』5周年特番 (5th Birthday Edition) のものがある。これらはそれぞれ、『ザ・ビートルズ・ライヴ!! アット・ザ・BBC』と『オン・エア〜ライヴ・アット・ザ・BBC Vol.2』に収録されている。

### パーソネル
- ポール・マッカートニー  - ボーカル、ベース
- ジョン・レノン  - リードギター
- ジョージ・ハリスン  - リズムギター
- リンゴ・スター  - ドラムス

## ウェイロン・ジェニングスによるカバー
1983年、ウェイロン・ジェニングスは、この曲のカバーを録音した。このバージョンは、ジェニングスにとって12枚目のカントリー・チャート首位曲となった。

### チャート
| チャート（1983年）                           | 最高位 |
| -------------------------------------------- | ------ |
| アメリカ合衆国 Billboard Hot Country Singles | 1      |
| カナダ RPM Country Tracks                    | 4      |

| 先代 "You Take Me for Granted" マール・ハガード | Billboard ホット・カントリー・シングル 第1位シングル 1983年6月4日 ウェイロン・ジェニングス | 次代 "Our Love Is on the Faultline" クリスタル・ゲイル |

## 日本への紹介と曲名の日本語表記
オリジナルのリトル・リチャード盤は、日本盤も発売されたが、当初の曲名は「ルシヤ」とされており、後には「ルシル」と改められた。
平尾昌晃（当時は「平尾昌章」）は1958年に、音羽たかし名義の日本語詞による歌唱でこの曲をカバーしているが、その曲名は「ルシア」とされた。
ザ・ゴールデン・カップスが1969年にシングルA面曲として、英語の歌詞でこの曲をカバーした際には、曲名は「ルシール」とされた。
近年では、この曲は、もっぱら「ルシール」として言及される。